# Jardín Botánico de la Universidad de la Tuscia

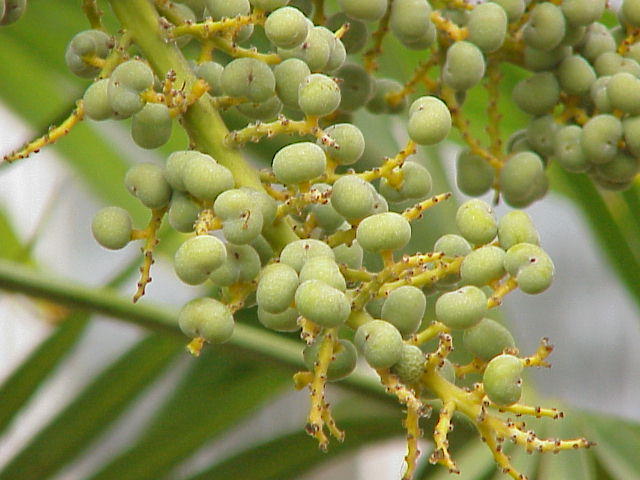
Frutos de Trachycarpus fortunei una de las especies cultivadas en el Orto Botanico dell'Università della Tuscia.

El Jardín Botánico de la Universidad de la Tuscia (en italiano: Orto Botanico dell'Università della Tuscia) es un área natural y jardín botánico de 15 hectáreas de extensión, administrado por la Universidad de la Tuscia, en Viterbo, Italia. Su código de reconocimiento internacional como institución botánica, así como las siglas de su herbario es TUSC. 

## Localización
Se ubica en la localidad de Bulicame, Strada S. Caterina.
Orto Botanico dell'Università della Tuscia, Via San Camillo de Lellis, 01100 Viterbo, Provincia de Viterbo, Lazio, Italia.42°26′31.56″N 12°3′54.3594″E / 42.4421000, 12.065099833
Está abierto todos los días.

## Historia
El jardín fue creado en 1985, e inaugurado oficialmente en 1991. 
Se encuentra en la llanura de Viterbo junto al «Monte Cimini».

## Colecciones
El jardín botánico está dividido entre el jardín botánico propiamente dicho (6 hectáreas) y el «Área Natural del Parque Bulicame» (9 hectáreas), zona de fuentes termales sulfurosas.
El jardín está organizado en:
- Reconstrucción de un oasis africano
- Vegetación subtropical australiana,
- Arbustos del Mediterráneo,
- Desierto mexicano.
- Exhibición de la evolución de los pinos,

Además alberga especies de agave, aloe, bambú, Cereus, o las especies, Chamaerops humilis, Cordyline australis, Ginkgo biloba, Euphorbia, Opuntia, Trachycarpus fortunei, Phoenix canariensis, P. dactilifera, y Washingtonia filifera.